# Zhongtie (sockenhuvudort i Kina, Qinghai Sheng, lat 35,24, long 100,13)
Zhongtie (kinesiska: 吉浪, 中铁) är en sockenhuvudort i Kina. Den ligger i provinsen Qinghai, i den nordvästra delen av landet, omkring 210 kilometer sydväst om provinshuvudstaden Xining. Antalet invånare är 6 548. Befolkningen består av 3 199 kvinnor och 3 349 män. Barn under 15 år utgör 29,0 %, vuxna 15-64 år 64 %, och äldre över 65 år 5,0 %.
Runt Zhongtie är det mycket glesbefolkat, med 5 invånare per kvadratkilometer. Zhongtie är det största samhället i trakten. Trakten runt Zhongtie består i huvudsak av gräsmarker.
Genomsnittlig årsnederbörd är 611 millimeter. Den regnigaste månaden är juli, med i genomsnitt 151 mm nederbörd, och den torraste är december, med 2 mm nederbörd.